# پرمیوم ایر شاتل
پرمیوم ایر شاتل (به انگلیسی: Premium Air Shuttle) یک شرکت هواپیمایی است. دفتر مرکزی پرمیوم ایر شاتل در نیجریه واقع شده‌است.